# Botanophila atra
Botanophila atra este o specie de muște din genul Botanophila, familia Anthomyiidae. A fost descrisă pentru prima dată de Malloch în anul 1919.
Este endemică în California. Conform Catalogue of Life specia Botanophila atra nu are subspecii cunoscute.